# Pietà (Michelangelo)
Pietà är en marmorskulptur, utförd av Michelangelo 1498–1499. Den föreställer ett pietà-motiv där Jungfru Maria håller sin döde son Jesus i knät. Skulpturen återfinns i första kapellet på höger hand i Peterskyrkan. Pietà beställdes av den franske kardinalen Jean Bilhères de Lagraulas, som var Frankrikes ambassadör vid Heliga stolen från 1491 till sin död 1499. Skulpturen var ursprungligen tänkt att ingå i kardinalens gravmonument. Pietà är det enda verk som Michelangelo signerade: MICHAEL⋅A[N]GELVS⋅BONAROTVS⋅FLORENT[INVS]⋅FACIEBAT (Michelangelo Buonarroti, florentinare, gjorde denna).

## Beskrivning
Skulpturen, som är huggen i carraramarmor, har förbryllat konstvetare och historiker. Jungfru Maria framställs som väldigt ung, nästan yngre än Jesus. En teori är att Michelangelo hade sin mor i tankarna när han skapade Jungfru Maria; Michelangelos mor hade dött ung, när han bara var sex år gammal.
I maj 1972 slog en psykiskt sjuk person (László Tóth(en)) på skulpturen med en hammare. Han åsamkade skador på Jungfru Marias arm och i hennes ansikte. Det var dock möjligt att laga statyn. Numera är Pietà placerad bakom skottsäkert glas.